# Krištof 10
Krištof 10 (česky Kryštof 10) byl volací znak a všeobecně rozšířené označení vrtulníku a základny letecké záchranné služby v Nových Zámcích na Slovensku. Letecká záchranná služba zahájila v Nových Zámcích činnost 15. října 1990. Prvním provozovatelem byl státní podnik Slov-Air, který pro provoz používal sovětské vrtulníky Mil Mi-2. Později došlo ke změně a novým provozovatelem se stala společnost BEL AIR, která používala vrtulníky Mil Mi-2 a Bell 206. Provoz letecké záchranné služby v Nových Zámcích byl z úsporných důvodů v roce 1995 ukončen. Ve stejném roce byl rovněž ukončen provoz na stanici Krištof 07 v Trenčíně. V roce 1998 proběhly snahy o znovuotevření střediska, k tomu však nedošlo. Zatímco na stanici Krištof 07 v Trenčíně byla letecká záchranná služba v roce 2009 obnovena, do Nových Zámků se již nevrátila.